# ラビ (航空機)
ラビ
試作型2号機
- 用途：戦闘機
- 分類：試作戦闘機
- 製造者：イスラエル・エアクラフト・インダストリーズ
- 初飛行：1986年12月31日
- 生産数：3機
- 退役：1987年8月30日、計画中止
- 運用状況：計画中止

ラビ（ヘブライ語: לביא、若獅子の意）は、イスラエルの試作戦闘爆撃機。

## 概要
イスラエル空軍の新型戦闘爆撃機として1980年2月より計画が開始され、1982年10月にはプラット・アンド・ホイットニー製のエンジンを選定して開発が開始された。計画にはアメリカからの資金供給が行われ、1983年の時点でアメリカは割合にしてその60%を負担していた。
コックピットにはイスラエルの戦訓が取り入れられ、操縦系の多重化、F-16でのサイドスティック、リクライニング座席の廃止などが行われた。翼は、デルタ翼と可動式のカナードを組み合わせたものとなり、優れた機動性をもたらす事となった。
1986年12月31日に試作1号機が初飛行、その3ヶ月後には空中給油に対応するなど、より生産型に近づいた2号機が飛行した。
両機を含めた5機の試作機が発注され製造されていたが、アメリカが支援を打ち切ったことにより資金的な問題が発生した。これは、ユダヤ系ロビイストがアメリカ議会で働きかけを行った結果であり、当時のイスラエルのマスコミはこぞってこれを非難した。1987年8月30日に財政上の問題により、計画は中止された。
5機の試作機は、2号機が空軍博物館に保管され、3号機は未完成だったが、技術実証機として既に完成している2機の部品を転用することで完成させた。1号機を含む残る3機は、廃棄された。
計画の中止後も技術開発は継続され、イスラエル空軍の装備および輸出市場に各要素のシステムとして現れている。
また、中国のJ-10にはラビの技術が導入されているという説がある。機体に類似点がある事や、過去の中国とイスラエルの軍事技術における協力関係などから指摘されるものの、両当事者はこれを否定しており、確証が無い。

## 仕様
- 乗組員：1名
- 長さ：14.57m
- 翼幅：8.78m
- 全長：4.78m
- 翼面積：33.0m²
- 空虚重量：7,031kg
- 全備重量：9,991kg
- 最大離陸重量：19,277kg
- 動力：プラット・アンド・ホイットニー PW1120 ターボファン（アフターバーナー出力：91.5kN/20,600lbf）x1基
- 最高速度：毎時1,965km（毎時1,220マイル）
- 作戦行動範囲：3,700km（2,300マイル）
- 実用上昇限度：15,240m（50,000ft²）
- 上昇率：254m/秒（50,000ft²/分）
- 翼面荷重：303.2kg/m²（62.0lb/ft²）
- 推力重量比：0.94
- 武装
  - DEFA機関砲x1
  - 7,260kgの兵装（16,000lb）